# 谢斯利茨
谢斯利茨（德語：Scheßlitz，發音：[ˈʃɛslɪts] ⓘ）是德国巴伐利亚州上弗兰肯行政区班贝格县的城市，面积94.87平方千米，2023年12月31日人口为7,344人。

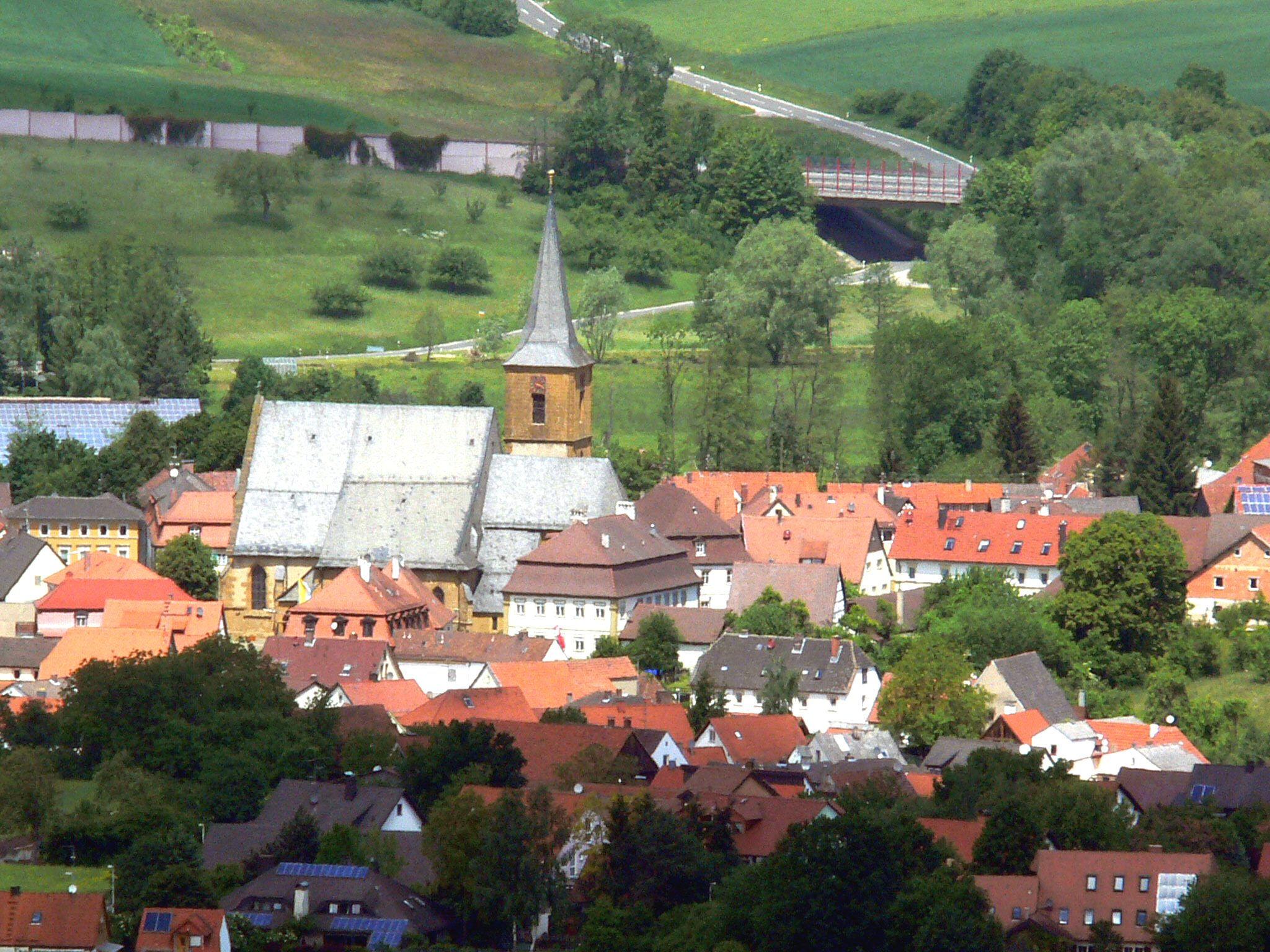
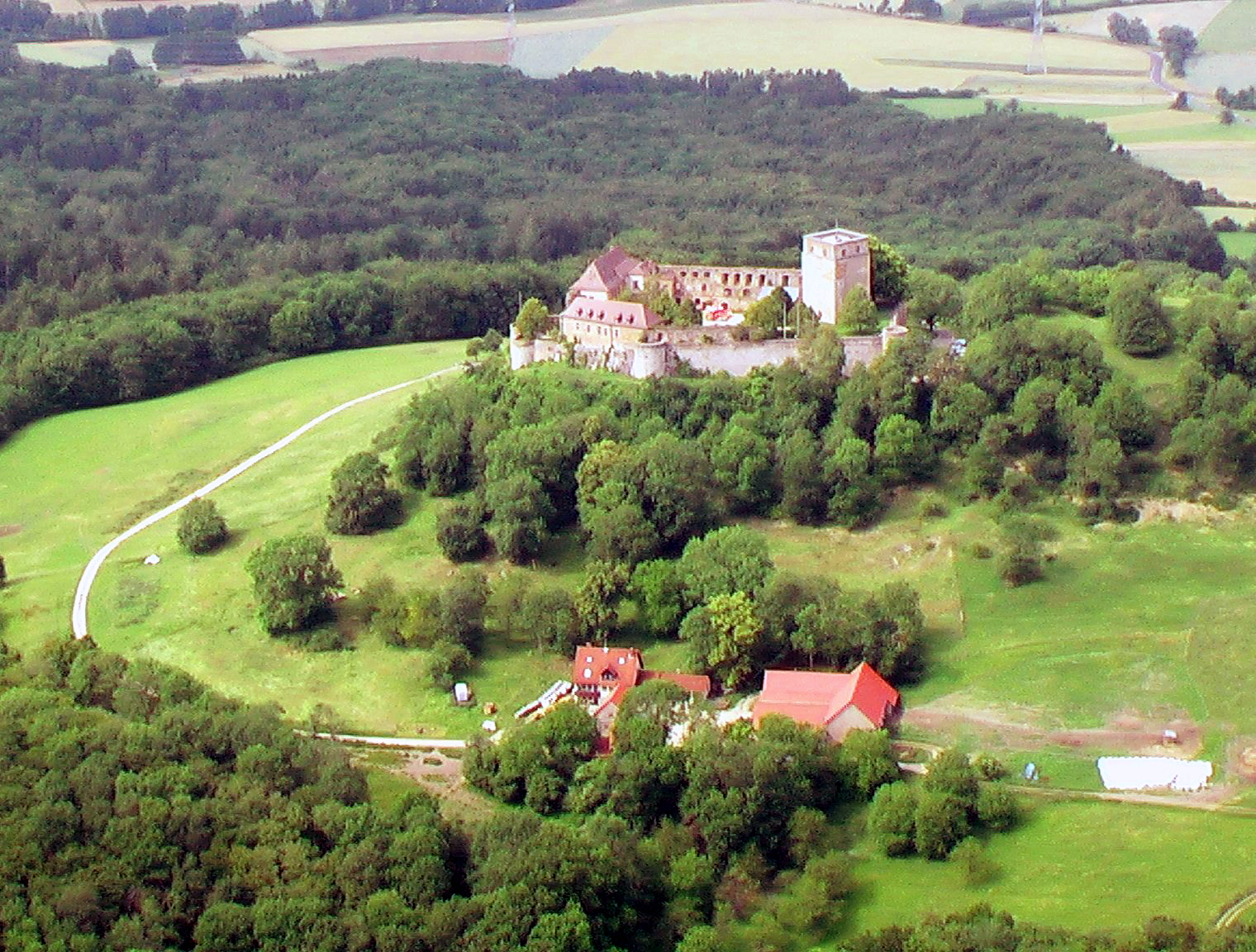
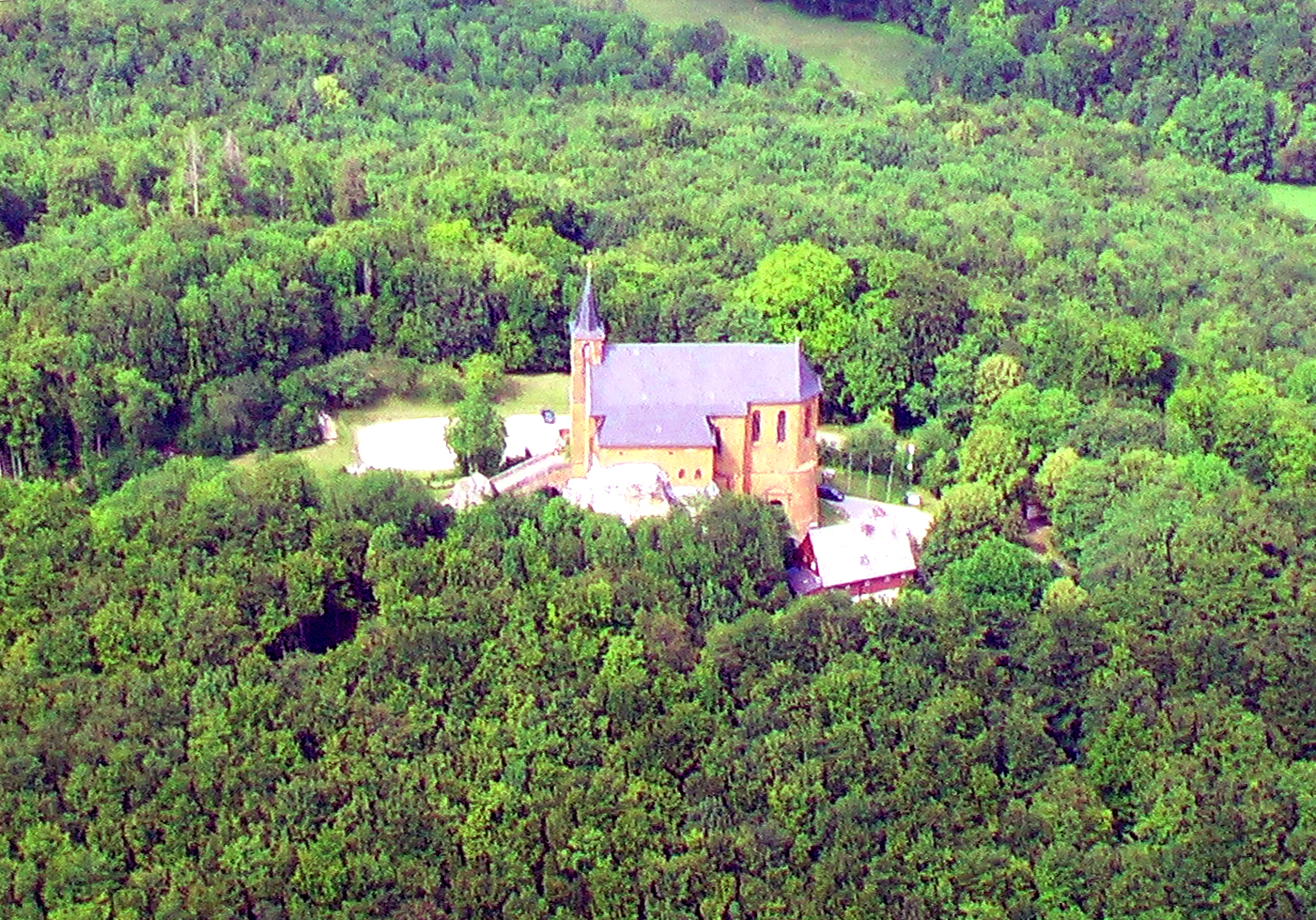
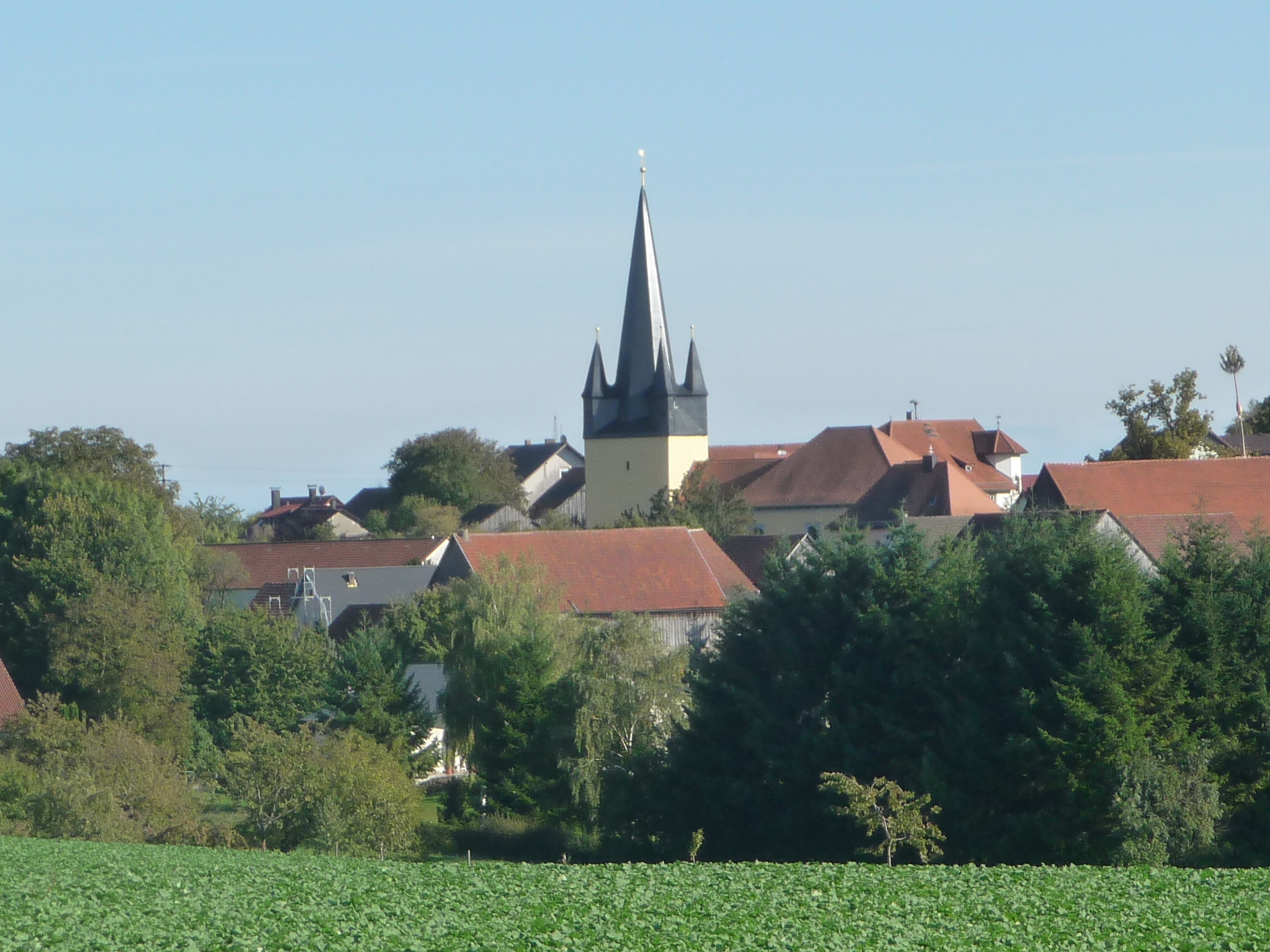